# Feitze de Vries
Feitze de Vries (Joure, 10 april 1921 - Utrecht, 29 oktober 1965) was een Nederlandse verzetsstrijder tijdens de Tweede Wereldoorlog en een van de oprichters van de KP-Aalten.
Zijn verzetsnaam was "Gerrit" en hij heeft vele verzetsdaden gepleegd.
Samen met Jan Ket was hij betrokken bij de dramatische ontknoping op 20 april 1944 in Doesburg van het verraad van Willy Markus. Omdat zij per fiets volgens afspraak op verkenning gingen, bleven zij buiten schot, maar ze werden wel door de Duitsers opgepakt. De volgende ochtend werden ze door de S.D. vanuit Arnhem met 30 gevangenen op transport gezet naar Kamp Vught. Onderweg in de binnenstad van Den Bosch minderde de auto snelheid en wisten zij - los van elkaar - te ontsnappen door vanonder het dekzeil van de treeplank te springen. Met hulp van "goede" landgenoten wisten ze zich enkele weken later weer aan te sluiten bij de KP-Aalten.
Na de bevrijding is De Vries actief geweest als pelotonscommandant van het 1e Compagnie van het Dutch National Battalion.
Op 12 juli 1945 ging dit bataljon over in een onderdeel van de Koninklijke Landmacht. Hij was onderdeel van dit regiment in de functie van tweede luitenant.

## Onderscheidingen
Na de oorlog ontving Feitze meerdere onderscheidingen voor zijn verzetsdaden en acties bij het gewapend verzet.
- Bronzen Kruis op 29 april 1953, uit handen van Prins Bernhard in het paleis op de Dam.
- Mobilisatie-Oorlogskruis
- Verzetsherdenkingskruis (postuum, aan het Dutch National Battalion)
- Eisenhowercertificaat in name van Dwight D. Eisenhower
- British Certificate of Appreciation in name van Air Chief Marshal, Deputy Supreme Commander Allied Expeditionary Force